# بينيتو لورينزي
بينيتو لورينزي (بالإيطالية: Benito Lorenzi)‏ (مواليد 20 ديسمبر 1925) هو لاعب كرة قدم. يلعب مع منتخب إيطاليا لكرة القدم. سبق له أن لعب في كأس العالم لكرة القدم مع منتخب بلاده.

## روابط خارجية
- بينيتو لورينزي على موقع الاتحاد الدولي (مؤرشف)  (الإنجليزية)
- بينيتو لورينزي على موقع قاعدة بيانات كرة القدم.إي يو (الإنجليزية)
- بينيتو لورينزي على موقع ناشيونال فوتبول تيمز (الإنجليزية)
- بينيتو لورينزي على موقع عالم كرة القدم.نت (الإنجليزية)